# KC Lightfoot
KC Lightfoot (* 11. November 1999 in Lee’s Summit, Missouri) ist ein US-amerikanischer Leichtathlet, der sich auf den Stabhochsprung spezialisiert hat. In dieser Disziplin ist er seit Juni 2023 Inhaber des Nationalrekords.

## Sportliche Laufbahn
KC Lightfoot stammt aus Lee’s Summit, im US-Bundesstaat Missouri, wo er mit drei Geschwistern aufwuchs. Er besuchte die High School in seiner Heimatstadt und wechselte anschließend auf die Baylor University in Waco, wo er einen Abschluss in Bewegungswissenschaften anstrebt. Seit 2015 bestreitet er Wettkämpfe im Stabhochsprung. Im Sommer 2016 übersprang er erstmals die Höhe von 5 Metern in einem Wettkampf und gewann die Bronzemedaille bei den US-amerikanischen U19-Meisterschaften. Anfang Juni 2017 konnte er seine Besthöhe auf übersprungene 5,39 m steigern. 2018 nahm er zum ersten Mal an den US-Hallenmeisterschaften der Erwachsenen teil und belegte dabei den zehnten Platz. Später im Freien, verbesserte er sich abermals bis auf 5,58 m. 2019 begann Lightfoot für seine texanische Universität in Wettkämpfen anzutreten. Während der Hallensaison belegte er im März bei den Collegemeisterschaften der NCAA Division I den achten Platz. Später im Freien konnte er beim gleichen Wettkampf unter Freiluft den vierten Platz belegte. Ende Juli stellte er bei den US-Meisterschaften mit übersprungenen 5,76 m eine neue Bestmarke auf und konnte damit die Bronzemedaille gewinnen. Damit konnte er zwei Monate später auch erstmals bei den Weltmeisterschaften an den Start gehen. In Doha blieb er dann allerdings ein ganzes Stück hinter seiner Bestleistung zurück und schied damit nach der Qualifikation aus. 2020 steigerte er im Sommer seine Bestmarke auf übersprungene 5,82 m.
2021 übersprang Lightfoot direkt bei seinen ersten Hallenwettkampf der Saison die Marke von 5,90 m. Im Februar konnte er dann genau 6 Meter überspringen, die seitdem seine Hallenbestleistung ausmachen. Einen Monat später siegte er bei den Collegemeisterschaften der NCAA Division I. Im Juni trat er bei den US-Ausscheidungswettkämpfen für die Olympischen Sommerspiele in Tokio an. Mit neuer Bestleistung von 5,85 m belegte er landesintern den zweiten Platz und sicherte sich damit seine erste Olympiateilnahme. Ende Juli trat er in Tokio zur Qualifikation bei den Spielen an. Er belegte in seiner Gruppe den ersten Platz und zog souverän in das Finale ein. Darin übersprang er 5,80 m und verpasste damit bei seinem Olympiadebüt als Vierter knapp eine Medaille. 2022 trat Lightfoot im März in Belgrad zum ersten Mal bei den Hallenweltmeisterschaften an, bei denen er den zehnten Platz belegte. Später im Sommer belegte er Platz fünf bei de US-amerikanischen Meisterschaften. 2023 gewann er die Bronzemedaille bei den US-Hallenmeisterschaften. Anfang Juni des gleichen Jahres übersprang er in Nashville 6,07 und stellte damit einen neuen Nordamerikarekord auf. Er übertraf die alte Marke seines Landsmannes, Sam Kendricks, um einen Zentimeter.

## Wichtige Wettbewerbe
| Jahr                           | Veranstaltung                  | Ort                            | Platz                          | Disziplin                      | Höhe                           |
| Startet für Vereinigte Staaten | Startet für Vereinigte Staaten | Startet für Vereinigte Staaten | Startet für Vereinigte Staaten | Startet für Vereinigte Staaten | Startet für Vereinigte Staaten |
| ------------------------------ | ------------------------------ | ------------------------------ | ------------------------------ | ------------------------------ | ------------------------------ |
| 2019                           | Weltmeisterschaften            | Doha                           | 15.                            | Stabhochsprung                 | 5,60 m                         |
| 2021                           | Olympische Sommerspiele        | Tokio                          | 4.                             | Stabhochsprung                 | 5,80 m                         |
| 2022                           | Hallenweltmeisterschaften      | Belgrad                        | 10.                            | Stabhochsprung                 | 5,60 m                         |

## Persönliche Bestleistungen
Freiluft
- Stabhochsprung: 6,07 m, 2. Juni 2023, Nashville, (Nordamerikarekord)

Halle
- Stabhochsprung: 6,00 m, 13. Februar 2021, Lubbock